# Stefan Koubek
Stefan Koubek, né le 2 janvier 1977 à Klagenfurt, est un joueur de tennis autrichien, professionnel de 1994 à 2011.

## Biographie

### Carrière professionnelle
Koubbek remporte son troisième et dernier titre sur le Circuit ATP lors du Tournoi de tennis de Doha le 4 janvier 2003 en battant l'Américain Jan-Michael Gambill en finale en deux sets (6-4, 6-4).
Il a été disqualifié à trois reprises dans sa carrière, en 2000 à Roland-Garros pour avoir lancé par mégarde sa raquette sur un ramasseur de balles, puis aux qualifications du Masters 1000 de Paris en 2003 ainsi qu'à Metz en 2007,.

### Affaire de dopage
Testé positif à Roland-Garros en 2004 aux glucocorticoïdes (à la suite d'une injection pour cause de blessure), il est suspendu trois mois par les instances de la Fédération internationale de tennis.

### Reconversion
Stefan Koubek est nommé capitaine de l'Équipe d'Autriche de Coupe Davis en février 2015, en remplacement de Clemens Trimmel.

## Palmarès

### Titres en simple (3)
| No | Date       | Nom et lieu du tournoi                    | Catégorie   | Dotation  | Surface      | Finaliste           | Score         |          |
| -- | ---------- | ----------------------------------------- | ----------- | --------- | ------------ | ------------------- | ------------- | -------- |
| 1  | 26-04-1999 | AT&T Tennis Challenge, Atlanta            | Int' Series | 325 000 $ | Terre (ext.) | Sébastien Grosjean  | 6-1, 6-2      | Parcours |
| 2  | 28-02-2000 | Citrix Tennis Championships, Delray Beach | Int' Series | 325 000 $ | Dur (ext.)   | Alex Calatrava      | 6-1, 4-6, 6-4 | Parcours |
| 3  | 30-12-2002 | Qatar ExxonMobil Open, Doha               | Int' Series | 975 000 $ | Dur (ext.)   | Jan-Michael Gambill | 6-4, 6-4      | Parcours |

### Finales en simple (3)
| No | Date       | Nom et lieu du tournoi                 | Catégorie   | Dotation  | Surface         | Vainqueur      | Score          |          |
| -- | ---------- | -------------------------------------- | ----------- | --------- | --------------- | -------------- | -------------- | -------- |
| 1  | 13-09-1999 | Bournemouth International, Bournemouth | Int' Series | 375 000 $ | Terre (ext.)    | Adrian Voinea  | 1-6, 7-5, 7-62 |          |
| 2  | 30-01-2006 | PBZ Zagreb Indoors, Zagreb             | Int' Series | 355 000 $ | Moquette (int.) | Ivan Ljubičić  | 6-3, 6-4       | Parcours |
| 3  | 01-01-2007 | Chennai Open, Chennai                  | Int' Series | 391 000 $ | Dur (ext.)      | Xavier Malisse | 6-1, 6-3       | Parcours |

### Titre en double (1)
| No | Date       | Nom et lieu du tournoi  | Catégorie   | Dotation  | Surface      | Partenaire            | Finalistes              | Score    |          |
| -- | ---------- | ----------------------- | ----------- | --------- | ------------ | --------------------- | ----------------------- | -------- | -------- |
| 1  | 24-07-2006 | Generali Open Kitzbühel | Series Gold | 735 000 $ | Terre (ext.) | Philipp Kohlschreiber | Oliver Marach Cyril Suk | 6-2, 6-3 | Parcours |

### Finale en double (1)
| No | Date       | Nom et lieu du tournoi     | Catégorie   | Dotation  | Surface    | Vainqueurs            | Partenaire   | Score    |  |
| -- | ---------- | -------------------------- | ----------- | --------- | ---------- | --------------------- | ------------ | -------- |  |
| 1  | 05-01-2004 | Qatar ExxonMobil Open Doha | Int' Series | 975 000 $ | Dur (ext.) | Martin Damm Cyril Suk | Andy Roddick | 6-2, 6-4 |  |

## Parcours dans les tournois duGrand Chelem

### En simple
| Année | Open d'Australie | Open d'Australie | Internationaux de France | Internationaux de France | Wimbledon       | Wimbledon     | US Open         | US Open       |
| ----- | ---------------- | ---------------- | ------------------------ | ------------------------ | --------------- | ------------- | --------------- | ------------- |
| 1999  | 1er tour (1/64)  | C. Mamiit        | 1/8 de finale            | À. Corretja              | 1er tour (1/64) | D. Nestor     | 1er tour (1/64) | J.-M. Gambill |
| 2000  | 3e tour (1/16)   | I. Kafelnikov    | 2e tour (1/32)           | A. Savolt                | 2e tour (1/32)  | J. Golmard    | 2e tour (1/32)  | S. Grosjean   |
| 2001  | 2e tour (1/32)   | L. Burgsmüller   | 1er tour (1/64)          | J. C. Ferrero            | 1er tour (1/64) | S. Schalken   | 1er tour (1/64) | A. Ilie       |
| 2002  | 1/4 de finale    | J. Novák         | 1er tour (1/64)          | N. Coutelot              | 2e tour (1/32)  | A. Sá         | 1er tour (1/64) | A. Clément    |
| 2003  | 1er tour (1/64)  | A. Vinciguerra   | 2e tour (1/32)           | X. Malisse               | 2e tour (1/32)  | R. Federer    | 2e tour (1/32)  | F. González   |
| 2004  | 1er tour (1/64)  | K. Beck          | 3e tour (1/16)           | D. Nalbandian            | 2e tour (1/32)  | J. C. Ferrero | 3e tour (1/16)  | J. Johansson  |
| 2005  | —                | —                | 1er tour (1/64)          | D. Toursounov            | 1er tour (1/64) | D. Udomchoke  | 1er tour (1/64) | F. Serra      |
| 2006  | —                | —                | —                        | —                        | —               | —             | 1er tour (1/64) | F. Mayer      |
| 2007  | 1er tour (1/64)  | W. Arthurs       | 2e tour (1/32)           | J. C. Ferrero            | 1er tour (1/64) | F. Dancevic   | 3e tour (1/16)  | J. Blake      |
| 2008  | 3e tour (1/16)   | P.-H. Mathieu    | —                        | —                        | —               | —             | —               | —             |
| 2009  | 2e tour (1/32)   | G. Monfils       | 1er tour (1/64)          | N. Davydenko             | 2e tour (1/32)  | T. Robredo    | —               | —             |
| 2010  | 3e tour (1/16)   | F. Verdasco      | —                        | —                        | 1er tour (1/64) | J. Nieminen   | —               | —             |

N.B. : à droite du résultat se trouve le nom de l'ultime adversaire.

### En double
| Année | Open d'Australie                 | Open d'Australie    | Internationaux de France         | Internationaux de France | Wimbledon               | Wimbledon             | US Open                          | US Open                |
| ----- | -------------------------------- | ------------------- | -------------------------------- | ------------------------ | ----------------------- | --------------------- | -------------------------------- | ---------------------- |
| 2003  | —                                | —                   | —                                | —                        | —                       | —                     | 1er tour (1/32) N. Davydenko     | X. Malisse T. Vanhoudt |
| 2004  | —                                | —                   | —                                | —                        | —                       | —                     | —                                | —                      |
| 2005  | —                                | —                   | —                                | —                        | —                       | —                     | —                                | —                      |
| 2006  | —                                | —                   | —                                | —                        | —                       | —                     | —                                | —                      |
| 2007  | 1er tour (1/32) P. Kohlschreiber | J. Auckland S. Huss | 1er tour (1/32) P. Kohlschreiber | Y. Allegro J. Thomas     | —                       | —                     | 1er tour (1/32) P. Kohlschreiber | A. Clément M. Llodra   |
| 2008  | 1er tour (1/32) L. Horna         | P. Hanley L. Paes   | —                                | —                        | —                       | —                     | —                                | —                      |
| 2009  | —                                | —                   | —                                | —                        | 1er tour (1/32) D. Sela | A. Clément M. Gicquel | —                                | —                      |

N.B. : le nom du ou de la partenaire se trouve sous le résultat ; le nom des ultimes adversaires se trouve à droite.

## Parcours dans lesMasters 1000
| Année | Indian Wells           | Miami                   | Monte-Carlo          | Rome                | Hambourg puis Madrid     | Canada                   | Cincinnati                | Stuttgart puis Madrid puis Shanghai | Paris               |
| ----- | ---------------------- | ----------------------- | -------------------- | ------------------- | ------------------------ | ------------------------ | ------------------------- | ----------------------------------- | ------------------- |
| 1999  | —                      | —                       | —                    | —                   | —                        | —                        | —                         | —                                   | 2e tour T. Haas     |
| 2000  | 1er tour A. Costa      | 2e tour G. Pozzi        | 1er tour C. Moyà     | 1er tour L. Hewitt  | 1er tour M. Puerta       | 2e tour H. Levy          | 1/8 de finale G. Kuerten  | —                                   | —                   |
| 2001  | 1er tour F. Clavet     | 1er tour J. Díaz        | —                    | —                   | —                        | —                        | 1/8 de finale G. Rusedski | 2e tour P. Sampras                  | —                   |
| 2002  | 2e tour R. Federer     | 1er tour D. Sanguinetti | 2e tour T. Johansson | 1er tour A. Calleri | 1/4 de finale T. Robredo | 1/8 de finale A. Roddick | 1er tour T. Enqvist       | 1er tour X. Malisse                 | 1er tour X. Malisse |
| 2003  | 1er tour M. Safin      | 1er tour J.-M. Gambill  | 1er tour J. Novák    | 1er tour A. Calleri | 1er tour J. Nieminen     | —                        | 1er tour R. Schüttler     | —                                   | —                   |
| 2004  | —                      | 2e tour J. Novák        | —                    | 1er tour M. Mirnyi  | —                        | —                        | —                         | 1/8 de finale M. Safin              | —                   |
| 2005  | —                      | 1er tour J. Morrison    | —                    | —                   | —                        | —                        | 1er tour J. C. Ferrero    | —                                   | —                   |
| 2006  | —                      | —                       | —                    | —                   | —                        | —                        | —                         | —                                   | —                   |
| 2007  | 1er tour V. Spadea     | 1er tour M. Llodra      | —                    | —                   | —                        | —                        | —                         | 1/8 de finale F. López              | —                   |
| 2008  | —                      | 1er tour R. Söderling   | —                    | —                   | —                        | —                        | —                         | —                                   | —                   |
| 2009  | —                      | 1er tour A. Montañés    | —                    | —                   | —                        | —                        | —                         | —                                   | —                   |
| 2010  | 1er tour D. Nalbandian | —                       | —                    | —                   | —                        | —                        | —                         | —                                   | —                   |

N.B. : sous le résultat se trouve le nom de l’ultime adversaire.